# Belcești
Belcești is een Roemeense gemeente in het district Iași.
Belcești telt 11428 inwoners.